# クレメッラ
クレメッラ（伊: Cremella）は、イタリア共和国ロンバルディア州レッコ県にある、人口約1,700人の基礎自治体（コムーネ）。

## 地理

### 位置・広がり
レッコ県南西部のコムーネ。県都レッコから南南西へ15kmの距離にある。

#### 隣接コムーネ
隣接するコムーネは以下の通り。
- バルザーゴ
- バルザノ
- ブルチャーゴ
- カッサーゴ・ブリアンツァ

### 気候分類・地震分類
気候分類では、zona E, 2613 GGに分類される。
また、イタリアの地震リスク階級 (it) では、zona 3 (sismicità bassa) に分類される。

## 行政

### 分離集落
クレメッラには、以下の分離集落（フラツィオーネ）がある。
- Località: Valle di Sotto, Baciolago, Isola, Monte Gregorio